# رنه منیل
رنه منیل (به فرانسوی:René Ménil) نویسندهٔ مارکسیست و سوررئال اهل جزیرهٔ مارتینیک بود.

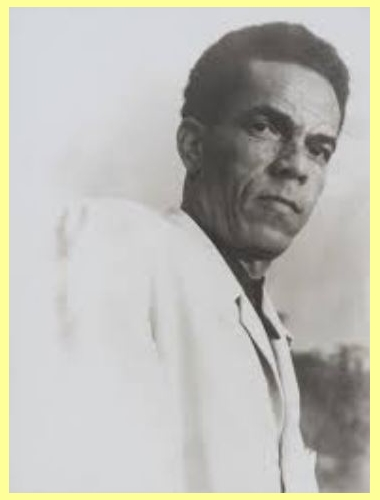
رنه منیل در جوانی

رنه منیل مانند فانون یکی از چندین جوانِ اهل جزیرهٔ مارتینیک بود که در کشور فرانسه تحصیل کرد. او با قلم خود در یک مجلهٔ سیاسی به مبارزه با استعمار فرانسه بر سرزمین خود برخواسته بود و همچنین جنبشی استقلال‌طلبانه موسوم به «دفاع مشروع» را با تأثیر از ایده‌های مارکسیسم و سورئالیسم به همراه سایر همفکران خود در مارتینیک به راه انداخت.
او در نهایت به سال ۲۰۰۴ در جزیره سنت لوس ، مارتینیک درگذشت.